# Galina Alexejewna Kulakowa
Galina Alexejewna Kulakowa (russisch Галина Алексеевна Кулакова; * 29. April 1942 in Logatschi, Udmurtien) ist eine ehemalige sowjetische Skilangläuferin, die während der 1970er Jahre für die Sowjetunion startete.

## Werdegang
Kulakowa gewann in ihrer Laufbahn vier olympische Goldmedaillen. Bei ihrer ersten Olympiateilnahme 1968 in Grenoble holte sie Bronze mit der Staffel und Silber über 5 km. Über 10 km belegte sie dort den sechsten Platz. Bei den Olympischen Winterspielen 1972 in Sapporo siegte sie sowohl über 5 Kilometer, über 10 Kilometer und mit der Staffel. Bei den Olympischen Winterspielen 1976 war Kulakowa Dritte über 5 km geworden, die Medaille wurde ihr aber aberkannt, weil sie ein Nasenspray benutzt hatte, das die verbotene Substanz Ephedrin enthielt. Sie war die erste Frau, die bei Olympischen Spielen des Dopings überführt wurde. Sowohl die FIS als auch das IOC gestatteten ihr jedoch die Teilnahme an den übrigen Rennen, in denen sie Gold (Staffel) und Bronze (10 km) gewann. Bei den Olympischen Winterspielen 1980 in Lake Placid holte sie Silber mit der Staffel. Zudem wurde sie Sechste über 5 km und Fünfte über 10 km.
Bei Nordischen Skiweltmeisterschaften konnte Kulakowa zwischen 1970 und 1980 fünf Goldmedaillen erringen (je zweimal über 5 km und mit der Staffel sowie einmal über 10 km). In den Jahren 1970 und 1979 siegte sie beim Holmenkollen Skifestival im 10-km-Lauf. Bei den Svenska Skidspelen gewann sie viermal über 10 km (1973, 1974, 1975, 1977), zweimal über 5 km (1973, 1974) und einmal über 20 km (1979). Außerdem wurde sie dabei im Jahr 1975 über 5 km und im Jahr 1980 über 20 km jeweils Zweite. Bei den Lahti Ski Games gewann sie fünfmal den 10-km-Lauf (1972–1975, 1979) und sechsmal mit der Staffel (1969, 1972, 1975–1977, 1979). Zudem wurde sie im Jahr 1969 Zweite über 10 km und im Jahr 1977 jeweils Zweite über 5 km und über 20 km. Mit der Staffel errang sie zweimal den dritten (1968, 1978) und einmal den zweiten Platz (1973). Im Jahr 1979 gewann sie die Gesamtwertung des Skilanglauf-Weltcups.
Kulakowa siegte 39-mal bei sowjetischen Meisterschaften, davon elfmal über 10 km (1969–1975, 1977–1979, 1982), sechsmal über 5 km (1969, 1973–1975, 1977, 1979), fünfmal über 20 km (1977–1981), fünfmal über 30 km (1975–1977, 1979, 1980) und zwölfmal mit der Staffel (1975–1977, 1979, 1980). Im Jahr 1982 beendete sie ihre Laufbahn. Für ihre Leistungen wurde sie mit dem Leninorden ausgezeichnet und erhielt 1984 von Juan Antonio Samaranch den Olympischen Orden in Silber.

## Erfolge

### Olympische Winterspiele
- 1968 in Grenoble: Silber über 5 km, Bronze mit der Staffel
- 1972 in Sapporo: Gold über 5 km, Gold über 10 km, Gold mit der Staffel
- 1976 in Innsbruck: Gold mit der Staffel, Bronze über 10 km
- 1980 in Lake Placid: Silber mit der Staffel

### Weltmeisterschaften
- 1970 in Vysoké Tatry: Gold über 5 km, Gold mit der Staffel, Bronze über 10 km
- 1974 in Falun: Gold über 5 km, Gold über 10 km, Gold mit der Staffel
- 1978 in Lahti: Bronze mit der Staffel
- 1980 in Falun: Silber über 20 km
- 1982 in Oslo: Silber mit der Staffel

### Skilanglauf-Weltcup
- Weltcup-Gesamtsiegerin 1979

### Ehrungen
- Ehrenzeichen der Sowjetunion (3×) (1970, 1976)